# Acción de palanca
Un fusil o una escopeta con acción de palanca es un arma que emplea una palanca situada alrededor del guardamonte (muchas veces unida a este), para introducir un nuevo cartucho en la recámara del cañón cuando es accionada. Una de las más famosas armas de palanca es sin lugar a dudas el fusil Winchester, pero varios otros fabricantes - especialmente Marlin y Savage - también produjeron fusiles de palanca. Mossberg produce el fusil de palanca 464 para los cartuchos .30-30 y .22 LR. A pesar de que el término acción de palanca generalmente hace alusión a un arma de repetición, a veces también es empleado para describir diversos fusiles monotiro con cerrojo levadizo que emplean una palanca para ser recargados, tales como el Martini-Henry o el Ruger No. 1.  

## Historia

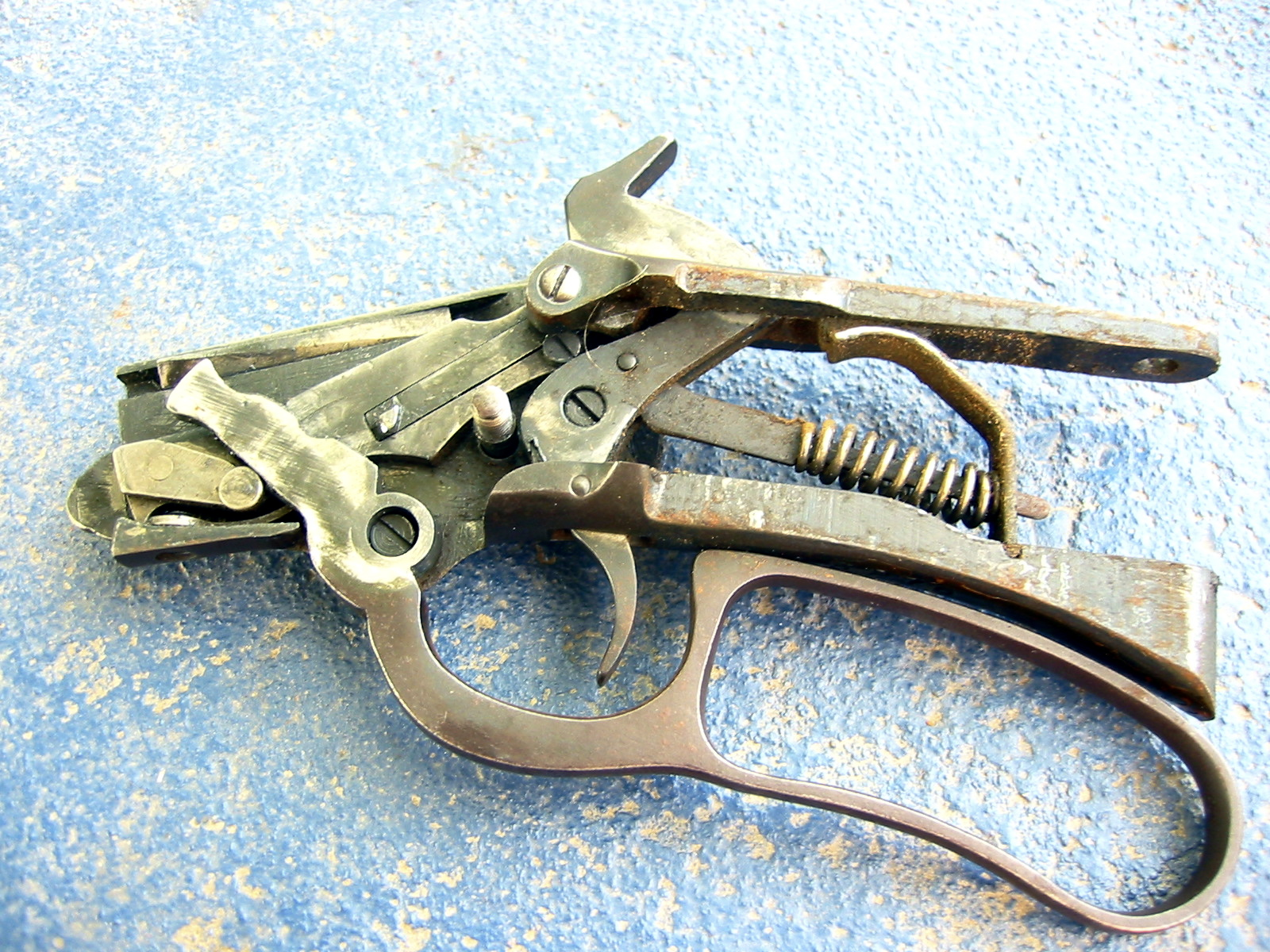
Interior del cajón de mecanismos de un fusil Marlin 39A.

El primer diseño de arma con acción de palanca significativo fue el fusil de repetición Spencer, un fusil de retrocarga con acción de palanca alimentado mediante un cargador y diseñado por Christopher Spencer en 1860. Tenía un cargador tubular extraíble con capacidad para siete cartuchos, que permitía el disparo sucesivo de éstos y una vez vacío era reemplazado por otro. Se produjeron más de 20.000 fusiles Spencer; fue adoptado por los Estados Unidos y empleado en la guerra de Secesión, siendo el primer fusil alimentado mediante un cargador extraíble adoptado por las fuerzas armadas de país alguno.   
Al contrario de otros diseños posteriores, la palanca de los primeros fusiles Spencer solamente servía para abrir el cerrojo levadizo, extraer el casquillo del cartucho disparado e introducir un nuevo cartucho en la recámara desde el cargador; no se amartillaba el fusil, por lo que su martillo debía armarse tras accionar la palanca y así poder disparar. El fusil Henry, inventado por Benjamin Tyler Henry, un armero que trabajaba para Olin Winchester en 1860, empleaba un martillo alineado con el cerrojo en lugar del martillo lateral típico de los fusiles de avancarga, el cual se armaba al retroceder el cerrojo del fusil. En el fusil Henry también se reubicó el depósito tubular bajo el cañón, en lugar de ir dentro de la culata, una tendencia continuada desde entonces en la mayoría de armas con depósitos tubulares.
Los fusiles de palanca fueron ampliamente utilizados por fuerzas irregulares durante la guerra civil española a finales de la década de 1930. Usualmente estos eran Winchester o copias españolas de este. Al menos 9.000 fusiles Winchester Modelo 1895 fueron suministrados al bando Republicano por la Unión Soviética en 1936. Tanto el Imperio ruso como Estados Unidos adoptaron el Winchester Modelo 1895 como fusil militar.
John Marlin, el fundador de la Marlin Firearms Company de New Haven, Connecticut, introdujo el primer fusil de palanca de su empresa como el Modelo 1881. Su sucesor fue el Marlin Modelo 1894, que todavía se produce en la actualidad.
Hacia la década de 1890, los fusiles de palanca habían obtenido la forma que los caracterizaría durante más de un siglo. Tanto Marlin como Winchester produjeron nuevos fusiles de palanca en 1894. El fusil Marlin todavía está en producción, aunque la del Winchester 94 fue cancelada en 2006. A pesar de ser parecidos externamente, los fusiles Marlin y Winchester tienen mecanismos diferentes; el Marlin es un fusil de palanca con mecanismo de etapa única, mientras que la palanca del Winchester es de doble etapa. Su modo de funcionamiento es fácilmente observable al accionarse la palanca del Winchester, ya que primero todo el conjunto palanca-guardamonte desciende y suelta el cerrojo, que se mueve hacia atrás para eyectar el casquillo del cartucho disparado.
La empresa Savage Arms Company se hizo muy conocida tras el desarrollo de su popular fusil de palanca para cacería con martillo oculto Savage Modelo 99, también de calibre 7,62 mm (.30). Los dos modelos previos y varias copias de éstos, formaron el grueso de los fusiles de palanca hechos por esta empresa, pero el inusual cartucho .303 Savage (no es intercambiable con el cartucho militar .303 British) erosionó gradualmente la popularidad del Modelo 99 y se canceló la producción de este.
En fechas más recientes, Sturm Ruger and Company introdujo un número de nuevos fusiles de palanca en la década de 1990. Algo poco común, debido a que la mayoría de fusiles de palanca son anteriores a la Segunda Guerra Mundial, cuando no estaban disponibles fusiles semiautomáticos fiables en gran cantidad.  

### Escopetas con acción de palanca
Los primeros intentos de obtener escopetas de repetición se basaron principalmente en los diseños de cerrojo o de palanca, inspirados de los fusiles de repetición de la época.
La primera escopeta de repetición exitosa fue la escopeta de palanca Winchester Modelo 1887, diseñada por John Moses Browning en 1885 a pedido de la Winchester Repeating Arms Company, que necesitaba vender una escopeta de repetición. Se eligió un diseño con acción de palanca para una fácil identificación de la marca, ya que en aquel entonces la Winchester era reconocida por fabricar armas con acción de palanca, a pesar de los contraargumentos de Browning, quien resaltaba el hecho que un mecanismo de corredera era más idóneo para una escopeta. Inicialmente calibrada para cartuchos con pólvora negra (el estándar de la época), la escopeta Winchester Modelo 1901 fue un modelo posterior que empleaba cartuchos de calibre 10 cargados con pólvora sin humo. La popularidad de las escopetas de palanca se fue desvaneciendo tras la introducción de las escopetas de corredera, tales como la Winchester Modelo 1897, cesando su producción en 1920. Réplicas modernas de esta escopeta son fabricadas (o eran fabricadas) por Norinco en China y ADI Ltd. en Australia, mientras que la Winchester continuó produciendo el Modelo 9410, un Winchester Modelo 94 que empleaba cartuchos de escopeta calibre .410, hasta 2006.  

## Ventajas y desventajas
Mientras que los fusiles de palanca eran (y siguen siendo) populares entre cazadores y tiradores, no fueron ampliamente aceptados por las fuerzas armadas. Un importante motivo de este rechazo fue que un fusil de palanca es más difícil de disparar en posición cuerpo a tierra (en comparación con un fusil de cerrojo). Y a pesar de tener una mayor cadencia de fuego (anuncios publicitarios de la Winchester de aquel entonces afirmaban una cadencia de dos disparos por segundo) que un fusil de cerrojo, las armas de palanca por lo general son alimentadas desde un depósito tubular situado bajo el cañón, lo cual limita la cantidad de munición que pueden cargar. Los cartuchos de percusión central con balas puntiagudas tipo "Spitzer", por ejemplo, pueden causar explosiones en depósitos tubulares, ya que la punta de la bala de cada cartucho se apoya sobre el fulminante del siguiente cartucho dentro del depósito (Hornady produce cartuchos con balas de punta blanda para fusiles con depósito tubular, evitando este problema). El depósito tubular también puede tener un impacto negativo sobre los armónicos del cañón, lo que limitaría el alcance teórico del fusil. Y al estar situado bajo el cañón, el depósito tubular empuja el centro de gravedad hacia adelante y altera el balance del fusil, lo cual no es apreciado por algunos tiradores. Sin embargo, muchos de los actuales fusiles de palanca son capaces de lograr grupos de impacto de menos de 1 minuto de arco, comparable con la mayoría de los fusiles de cerrojo modernos.
Debido a su gran cadencia de fuego y a su menor longitud que la mayor parte de los fusiles de cerrojo, los fusiles de palanca siguen siendo armas populares para cacería, especialmente para distancias cortas y medias en bosques, praderas o matorrales. Las armas de palanca también son empleadas en cierta cantidad por los guardias de prisión de los Estados Unidos, al igual que por guardabosques en varias partes del mundo.
Una ventaja adicional sobre los fusiles de cerrojo es su ambidexteridad. Un fusil de palanca puede ser empleado sin problemas por un tirador zurdo.

## Calibres

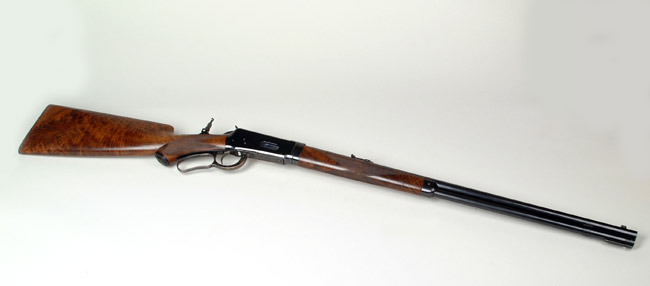
Un fusil Winchester Modelo 1894, típicamente calibrado para el cartucho .30-30 Winchester.

La mayoría de armas de palanca no son tan fuertes como las de cerrojo o semiautomáticas, por lo que los fusiles de palanca generalmente emplean cartuchos que producen presiones bajas o medias, como el .30-30 Winchester o el .44 Magnum, aunque el fusil Marlin Modelo 1894 está disponible para emplear tres cartuchos Magnum de alta presión; el fusil Winchester Modelo 1895, que empleaba un cargador fijo, había sido calibrado para el cartucho .30-06 Springfield y otros potentes cartuchos militares. El cartucho más común es el .30-30, que fue introducido por Winchester junto al Modelo 1894. Otros cartuchos comunes para armas de palanca son el .38 Special/.357 Magnum (9 mm), el .44 Special/.44 Magnum (11 mm), el .444 Marlin, el .45-70, el .45 Colt (11,43 mm), el .32-20 Winchester, el .35 Remington, y el .22 LR (5,5 mm). Los fusiles de palanca que emplean cerrojos rotativos (como el Browning BLR), son usualmente alimentados mediante cargadores extraíbles que no están limitados a cartuchos con bala de punta redonda, al mismo tiempo que pueden aceptar una gama más amplia de calibres en comparación con un fusil de palanca tradicional.
Las escopetas de palanca, como la Winchester Modelo 1887, empleaban cartuchos del 10 o del 12 cargados con pólvora negra, mientras que la Winchester Modelo 1901 empleaba cartuchos del 10 cargados con pólvora sin humo. Las réplicas modernas emplean cartuchos del 12 con pólvora sin humo, mientras que la escopeta Winchester Modelo 9410 está disponible en calibre .410.

## Armas con acción de palanca
- Winchester Modelo 1895
- Fusil Winchester
- Fusil Tigre